# Тер-Ваганян, Вагаршак Арутюнович
Вагарша́к Арутю́нович Тер-Ваганя́н (арм. Վաղարշակ Հարությունի Տեր-Վահանյան, 1893—1936) — советский партийный деятель и литератор, член партии с 1912 года, фигурант Первого Московского процесса, расстрелян по приговору суда. Посмертно реабилитирован.

## Биография
Вагаршак Тер-Ваганян родился в армянском селе Карчеван в 1893 году. По национальности армянин. В 1912 году он вступил в социал-демократическую партию, в 1917 году он был назначен секретарём её Московского комитета. В 1918—1920 годы Тер-Ваганян занимал должности члена ВЦИК и Моссовета, был главным редактором журнала «Под знаменем марксизма». Впоследствии, в институте Маркса и Энгельса организовал и возглавил так называемый «кабинет Плеханова». В 1923 году Тер-Ваганян поддержал Льва Троцкого и подписал «Заявление 46-ти» о социально-политической ситуации в государстве. Вскоре после этого он перешёл на работу в издательство лёгкой промышленности, работал также в журнале А. К. Воронского «Красная новь», принимал участие в дискуссиях по вопросам культуры и образования.
В июне 1924 года Тер-Ваганян вошёл в состав президиума Общества воинствующих материалистов. В книге "О национальной культуре" выступил против извращений "украинизации" (С.120-121). На XV съезде ВКП(б) в 1927 году за принадлежность к оппозиции он был исключён из партии и сослан в Казань, но в 1929 году, после подачи заявления об отходе от оппозиции, возвращён из ссылки и восстановлен в партии. В 1933 году Тер-Ваганян вновь был исключён из партии и арестован вместе с группой старых большевиков за участие в оппозиционной организации И. Н. Смирнова. Находясь в тюрьме, он объявлял голодовки, писал протестные письма Сталину. В 1934 году Тер-Ваганян был освобождён и вновь восстановлен в партии.
В 1935 году за «антипартийную деятельность» Тер-Ваганян в третий раз исключён из партии и выслан в Казахстан. В 1936 году он был арестован вместе с Каменевым, Зиновьевым и другими лицами, включёнными в список обвиняемых в шпионской деятельности, подготовке террористических актов против руководства СССР и вхождении в состав руководства «объединённого троцкистско-зиновьевского центра». После применения пыток, в конце июля — начале августа 1936 года, Тер-Ваганян признался в инкриминируемых ему преступлениях. Однако, по словам бывшего разведчика Александра Орлова, друживший со следователем Берманом, который допрашивал Тер-Ваганяна, следователь относился к Тер-Ваганяну с искренней симпатией и вёл допросы в корректной форме. Орлов пишет:
«Услышав об этом, я заговорил с Берманом о Тер-Ваганяне и попросил его не обращаться с моим другом слишком жёстко.
Он очень понравился Берману. Больше всего его поражала исключительная порядочность Тер-Ваганяна. Чем больше Берман узнавал его, тем большим уважением и симпатией к нему проникался. Постепенно, в необычной атмосфере официального расследования „преступлений“ Тер-Ваганяна, крепла дружба следователя сталинской инквизиции и его жертвы.» 
Орлов описывает один инцидент, произошедший между Тер-Ваганяном и Вышинским:
«Обвиняемого ввели в кабинет Агранова, где, кроме хозяина кабинета, находились Вышинский, Молчанов и Берман. В ответ на стандартный вопрос Вышинского Тер-Ваганян, презрительно глядя на него, сказал: „Собственно говоря, я имею законное право отвести вас как прокурора. Во время гражданской войны я вас арестовывал за настоящую контрреволюцию!“ Вышинский побледнел и не нашёлся, что ответить. Довольный произведённым впечатлением, Тер-Ваганян обвёл глазами всех присутствующих и снисходительно добавил: „Ну, да ладно! Не бойтесь, я этого не сделаю.“». 
Тер-Ваганян стал одним из главных обвиняемых на так называемом «Первом Московском процессе». 24 августа 1936 года он был приговорён к высшей мере наказания — смертной казни через расстрел. 25 августа приговор был приведён в исполнение. Тер-Ваганян был посмертно реабилитирован в 1988 году.
Жена Клавдия Васильевна Генералова, арестована в 1936 году, пробыла в заключении 17 лет.
Брат Эндзак, расстрелян в 1937 году.

## Тер-Ваганян как литератор
Тер-Ваганян критиковал первые попытки написания биографий вождей, считая что работа с источниками и документами должна проводиться более тщательно. В 1927 году он попытался опубликовать критическую статью «Лесть и история» в журнале «Под знаменем марксизма», но редколлегия последнего отклонила её, и тогда Тер-Ваганян опубликовал её отдельно. Тер-Ваганян был рецензором статьи Товстухи о Сталине и анонимной статьи о Рыкове. В обоих статьях, согласно его утверждениям, преобладали пристрастность и подобострастие. Он писал, что статья Товстухи «кричлива, содержит много неточностей, фальсификаций фактов», а автор статьи о Рыкове искажает подлинные события:
История – дама строгая. Она капризна, и историкам, наблюдающим за её поведением, могут казаться неподдающимися никаким обобщениям её полные случайности движения… Никто не волен произвольно выбирать факты. Историю писать трудно: искусство обращаться с фактами тонкое искусство
Тер-Ваганян принимал участие в исследовании произведений Плеханова. В течение нескольких лет он работал над биобиблиографическим указателем о Плеханове, к 1930 году издание было готово к печати, но он сохранился лишь в виде корректурного экземпляра и находится в настоящее время в Государственной общественно-политической библиотеке. В указателе содержались все опубликованные работы Плеханова, приведена история их создания и отклики на них.